# بلینک-۱۸۲
بلینک-۱۸۲ یک گروه پاپ پانک آمریکایی اهل سن دیگو کالیفرنیا است که در سال ۱۹۹۲ تشکیل شد. اعضای بنیان‌گذار این گروه تام دِلونگ (خواننده و نوازنده گیتار)، مارک هاپس (خواننده و نوازنده گیتار بیس) و اسکات راینور (درامر) هستند. در سال ۱۹۹۸، در اواسط تور ایالات متحده درامر کنونی، تراویس بارکر جایگزین اسکات راینور شد. این گروه به عنوان یکی از پیشگامان اصلی موسیقی پاپ پانک معاصر به رسمیت شناخته شده‌است.
پس از انتشار اولین آلبوم "Cheshire Cat" در سال ۱۹۹۴، این گروه یک موفقیت نسبی را با آلبوم "Dude Ranch" در سال ۱۹۹۷ پشت سر گذاشت. در حال حاضر این آلبوم بیش از یک میلیون نسخه فروش داشته‌است. با این حال این سه نفر با انتشار آلبوم "Enema of the State" در سال ۱۹۹۹ به موفقیت بیشتری دست یافتند. پس از آن گروه دو آلبوم دیگر خود را به نام‌های "Take Off Your Pants and Jacket" در سال ۲۰۰۱ و "Blink-182" در سال ۲۰۰۳ قبل از آنکه دلونگ در اوایل سال ۲۰۰۵ بلینک-۱۸۲ را ترک کند منتشر کردند.